# Europamästerskapen i friidrott 2024 – Herrarnas 4 × 400 meter stafett
Herrarnas 4 × 400 meter stafett vid europamästerskapen i friidrott 2024 avgjordes mellan den 11 och 12 juni 2024 på Olympiastadion i Rom i Italien.
Belgien tog guld efter ett lopp på 2 minuter och 59,84 sekunder. Silvret togs av Italien och bronset togs av Tyskland.

## Rekord
| Rekord inför EM 2024 | Rekord inför EM 2024                                                       | Rekord inför EM 2024 | Rekord inför EM 2024 | Rekord inför EM 2024 |
| -------------------- | -------------------------------------------------------------------------- | -------------------- | -------------------- | -------------------- |
| Världsrekord         | USA (Andrew Valmon, Quincy Watts Butch Reynolds, Michael Johnson)          | 2.54,29              | Stuttgart, Tyskland  | 22 augusti 1993      |
| Europarekord         | Storbritannien (Iwan Thomas, Jamie Baulch Mark Richardson, Roger Black)    | 2.56,60              | Atlanta, USA         | 3 augusti 1996       |
| Mästerskapsrekord    | Storbritannien (Paul Sanders, Kriss Akabusi John Regis, Roger Black)       | 2.58,22              | Split, Jugoslavien   | 1 september 1990     |
| Världsårsbästa       | Arkansas (TJ Tomlyanovich, Lance Lang Steven McElroy, James Benson)        | 2.59,03              | Gainesville, USA     | 11 maj 2024          |
| Europaårsbästa       | Belgien (Dylan Borlée, Robin Vanderbemden Jonathan Sacoor, Alexander Doom) | 3.00,09              | Nassau, Bahamas      | 4 maj 2024           |

## Program
Alla tider är lokal tid (UTC+1)
| Datum        | Tid   | Omgång      |
| ------------ | ----- | ----------- |
| 11 juni 2024 | 10:45 | Försöksheat |
| 12 juni 2024 | 21:19 | Final       |

## Resultat

### Försöksheat
De tre första i varje heat 0Q0 samt de två snabbast tiderna 0q0 kvalificerade sig för finalen.
| Placering | Heat | Bana | Nation         | Idrottare                                                                   | Tid     | Noteringar |
| --------- | ---- | ---- | -------------- | --------------------------------------------------------------------------- | ------- | ---------- |
| 1         | 2    | 4    | Frankrike      | David Sombé Gilles Biron Yann Spillmann Téo Andant                          | 3.00,77 | 0Q0, 0SB0  |
| 2         | 2    | 3    | Belgien        | Florent Mabille Robin Vanderbemden Christian Iguacel Dylan Borlée           | 3.01,09 | 0Q0        |
| 3         | 2    | 8    | Tyskland       | Manuel Sanders Marc Koch Lukas Krappe Tyrel Prenz                           | 3.01,44 | 0Q0        |
| 4         | 2    | 7    | Spanien        | Iñaki Cañal Manuel Guijarro Óscar Husillos David García                     | 3.01,45 | 0q0, 0SB0  |
| 5         | 1    | 6    | Storbritannien | Lewis Davey Michael Ohioze Toby Harries Charlie Carvell                     | 3.01,69 | 0Q0        |
| 6         | 2    | 6    | Portugal       | Omar Elkhatib Ricardo dos Santos João Coelho Ericsson Tavares               | 3.01,91 | 0q0, 0NR0  |
| 7         | 1    | 4    | Italien        | Brayan Lopez Vladimir Aceti Riccardo Meli Edoardo Scotti                    | 3.02,01 | 0Q0        |
| 8         | 1    | 8    | Ungern         | Ernő Steigerwald Patrik Simon Enyingi Zoltán Wahl Attila Molnár             | 3.02,09 | 0Q0, 0NR0  |
| 9         | 1    | 5    | Nederländerna  | Isayah Boers Terrence Agard Ramsey Angela Isaya Klein Ikkink                | 3.03,50 |            |
| 10        | 1    | 3    | Irland         | Jack Raftery Christopher O'Donnell Sean Doggett Callum Baird                | 3.04,41 | 0SB0       |
| 11        | 1    | 7    | Ukraina        | Oleksandr Pohorilko Rostyslav Holubovych Mykyta Rodchenkov Danylo Danylenko | 3.05,86 | 0SB0       |
| 12        | 1    | 9    | Tjeckien       | Michal Desenský Patrik Šorm Adam Smolka Philip Krenek                       | 3.06,70 |            |
| 13        | 2    | 5    | Sverige        | Kasper Kadestål Marcus Tornée Emil Johansson David Thid                     | 3.07,71 | 0SB0       |
| 99        | 1    | 2    | Schweiz        | Julien Bonvin Charles Devantay Ricky Petrucciani Lionel Spitz               | 0DSQ0   |            |
| 99        | 2    | 9    | Polen          | Maksymilian Szwed Karol Zalewski Igor Bogaczyński Kajetan Duszyński         | 0DSQ0   |            |

### Final
| Placering | Bana | Nation         | Idrottare                                                          | Tid     | Noteringar |
| --------- | ---- | -------------- | ------------------------------------------------------------------ | ------- | ---------- |
| 1         | 8    | Belgien        | Jonathan Sacoor, Robin Vanderbemden, Dylan Borlée, Alexander Doom  | 2.59,84 | 0EB0       |
| 2         | 6    | Italien        | Luca Sito, Vladimir Aceti, Riccardo Meli, Edoardo Scotti           | 3.00,81 | 0SB0       |
| 3         | 4    | Tyskland       | Manuel Sanders, Jean Paul Bredau, Marc Koch, Emil Agyekum          | 3.00,82 | 0SB0       |
| 4         | 5    | Frankrike      | Gilles Biron, Yann Spillmann, Muhammad Abdallah Kounta, Téo Andant | 3.01,43 |            |
| 5         | 3    | Spanien        | Iñaki Cañal, Manuel Guijarro, David García, Óscar Husillos         | 3.01,44 | 0SB0       |
| 6         | 2    | Portugal       | Ricardo dos Santos, Ericsson Tavares, João Coelho, Omar Elkhatib   | 3.01,89 | 0NR0       |
| 7         | 7    | Storbritannien | Toby Harries, Michael Ohioze, Lewis Davey, Alex Haydock-Wilson     | 3.01,84 |            |
| 8         | 9    | Ungern         | Ernõ Steigerwald, Patrik Simon Enyingi, Zoltán Wahl, Attila Molnár | 3.02,10 |            |